# Квятковський Андрій Сафронович

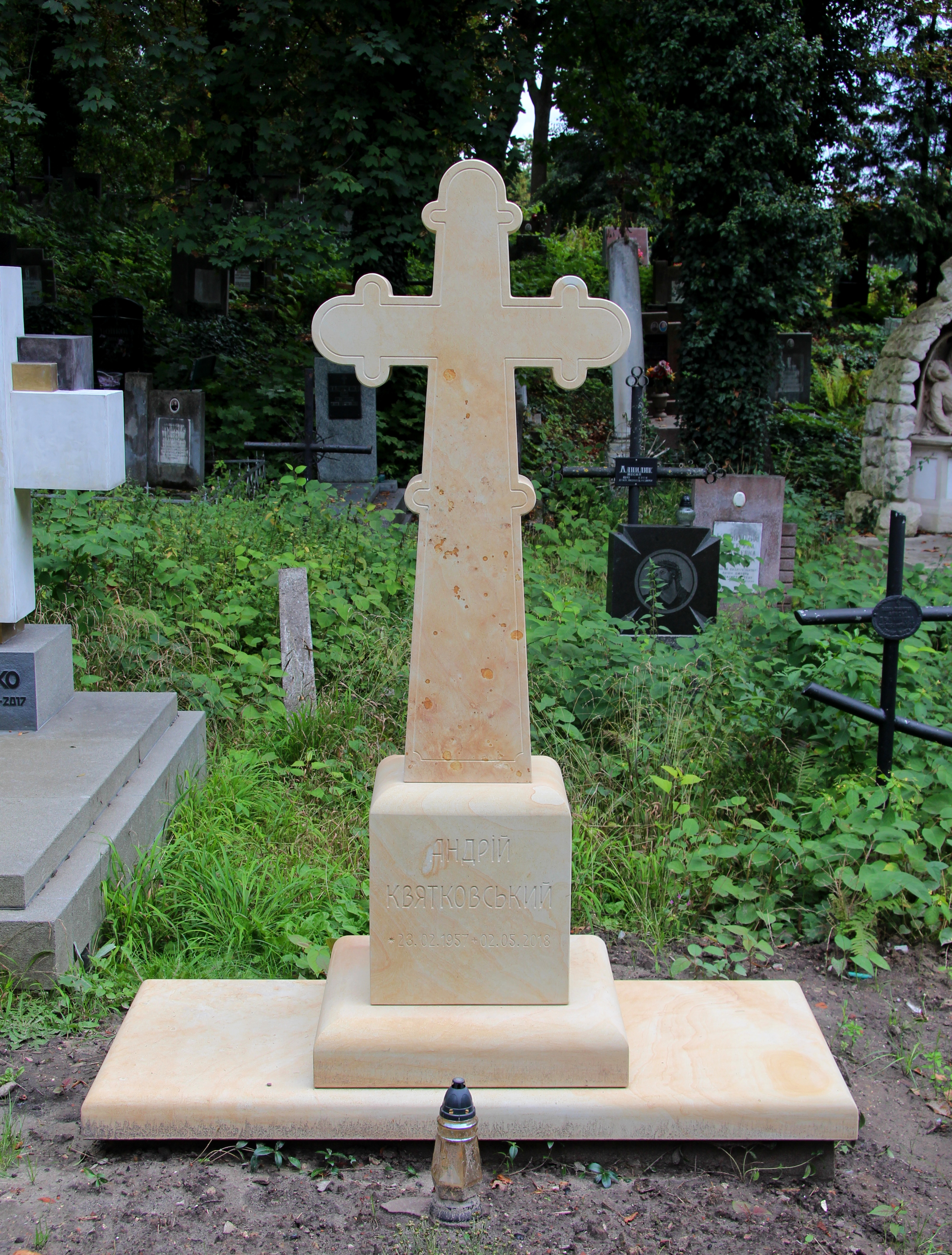
Надгробок на могилі Андрія Квятковського. Личаківський цвинтар, поле № 21.

Андрі́й Сафро́нович Квятко́вський (23 лютого 1957, Омськ — 2 травня 2018, Львів) — український журналіст, краєзнавець, громадський діяч і вікіпедист, один із засновників ще самвидавчої газети «Поступ», а пізніше перший головний редактор щоденного «Поступу». Редактор видання «Zbruč» з дня його заснування.

## Життєпис
Закінчив технологічний факультет Львівського поліграфічного інституту ім. Івана Федорова (тепер Українська академія друкарства), де навчався у 1979—1985 рр., здобувши фах технолога поліграфічного виробництва.
Один із засновників громадської організації «Товариство Лева» (з 1987), ініціатор та організатор перших акцій з відновлення занедбаних могил Личаківського цвинтаря.
З 1989 р. — учасник громадської екологічно-культурологічної ініціативи із збереження екології Дністра. Один із засновників Унівської групи, створеної 2007 р. ініціативи з вироблення довготермінової стратегії для Львова.
Ще у радянській Україні долучився до створення незалежної преси. Працював у самвидавчому «Поступі» (січень — серпень 1991 р. — оглядач з питань історії та просвіти). Пізніше — один із редакторів «Post-Поступу» (серпень 1991 — березень 1993 р. — завідувач відділу політики).
Березень 1993 — червень 1995 рр. — головний редактор інформаційного аґентства «Пост-Інформ» у Львові.
Липень 1995 — лютий 1997 рр. — керівник інформаційно-аналітичного центру Міжнародний медіа центр «Інтерньюз».
Лютий — жовтень 1997 рр. — редактор Національної програми ринкових реформ.
Жовтень 1997 — лютий 1998 рр. — головний редактор щоденної газети «Поступ», м. Львів.
Працював також редактором на київських телеканалах СТБ (шеф-редактор програми «Вікна-новини» з березня 1998), 1+1, 5 канал та ICTV. З 2013 р. — редактор онлайн-видання Zbruč.eu.
Разом із Романом Ратушним (автором фотографій) написав книгу «Цвинтар на Личакові», яка витримала два видання (2001, 2009).
Зробив значний внесок до української Вікіпедії — починаючи з 2004 р. вніс понад 25 тис. редагувань, відредагував понад 15 тис. сторінок, започаткував 250 статей.
Захоплювався водним туризмом.
Помер 2 травня 2018 року. Причиною смерті став повторний інсульт. Парастас та чин похорону відбувся 4 травня у храмі Пресвятої Трійці на вул. Тершаковців, 11а. Похований на 21 полі Личаківського цвинтаря.

## Вшанування пам'яті
17 травня 2018 під час відкриття VI медіафоруму «Lviv Media Forum» у школі журналістики Українського католицького університету директор медіафоруму Остап Процик оголосив про публічну ініціативу співзасновника комунікаційної компанії «pro.mova» Євгена Глібовицького про створення фонду пам'яті Андрія Квятковського. Цей фонд оплачуватиме навчання для студента чи студентки у Школі журналістики УКУ, якого обиратиме спеціально створена капітула. Стипендія пам'яті Андрія Квятковського покриватиме витрати на проживання та навчання.